# Chloroclystis humilis
Chloroclystis humilis là một loài bướm đêm trong họ Geometridae.